# ذفرة عزلاء
ذفرة عزلاء (الاسم العلمي:Cleome inermis) هي نوع من النباتات تتبع جنس الذفرة من الفصيلة الذفرية.